# Мейер, Конрад Фердинанд
Конрад Фердинанд Мейер (нем. Conrad Ferdinand Meyer; 11 октября 1825, Цюрих — 28 ноября 1898, Цюрих) — швейцарский новеллист и поэт.

## Биография
Мейер родился и провел всю свою жизнь в Швейцарии, если не считать кратковременных выездов в Италию, Францию, Германию. Сын богатой и старинной патрицианской семьи, он вырос в стране, которая в первой четверти XIX века была одной из наиболее консервативных и отсталых стран Европы.
В известной мере на творчестве Мейера сказались особенности его жизненной судьбы — поздний приход в литературу (он начал профессионально заниматься писательской деятельностью в сорок пять лет), особенности характера: замкнутость, страх перед жизнью, которую он узнал так поздно, тяжелая наследственность (мать его покончила жизнь самоубийством в приступе душевной болезни). Отсюда интерес к «ночным сторонам» человеческой души, к трагическим образам и ситуациям. Именно потому, что Мейер страшился смерти — духовной (безумия) и физической, он так часто обращался в своих новеллах и стихотворениях к теме гибели, подстерегающей человека, словно стремясь средствами искусства преодолеть опасность.
Похоронен на деревенском кладбище, коммуна Кильхберг, кантон Цюрих, Швейцария. В доме, где литератор жил в последние годы, в настоящее время находится музей. Обстановка в кабинете сохранена.

## Творчество
Мейер — один из наиболее выдающихся мастеров исторической новеллы. Его творчество пронизано пафосом гуманизма, любви к человеку. В своих произведениях Мейер изображал исторические эпохи, насыщенные острой и напряженной борьбой противоборствующих сил: Швейцария и Италия периода средневековья и Возрождения, Франция во время Варфоломеевской ночи, Германия эпохи Тридцатилетней войны и т. д. Он стремился, обращаясь к героическим периодам, показать торжество светлого начала, победу Возрождения над средневековьем. Эта тяга к героическому и гуманистическому составляет силу писателя.
Принято утверждать, что решающее воздействие на мировоззрение писателя сыграло учение швейцарского учёного Якоба Буркхарда (1818—1897).